# Устименко, Денис Олегович
Дени́с Оле́гович Усти́менко (укр. Денис Олегович Устименко; род. 12 апреля 1999, Дергачи, Харьковская область) — украинский футболист, нападающий клуба «Оболонь».

## Клубная карьера
Воспитанник футбольной школы ХТЗ, в 2012 году перешёл в структуру донецкого «Металлурга», в составе которого выступал в Детско-юношеской футбольной лиге Украины, проведя 43 матча и забив 24 гола. После расформирования «Металлурга» вместе со всем составом команды перешёл в «Сталь» из Каменского, выступал за её юношескую и молодёжную команды (65 матчей, 11 голов). Позже и этот клуб перед стартом сезона 2018/2019 снялся с турнира, и Устименко получил статус свободного агента. В середине июля 2018 года он перешёл в «Александрию».
Дебют за молодёжную команду состоялся 21 июля 2018 года в матче 1-го тура молодёжного первенства Украины против львовских «Карпат» (победа 4:1 в гостях), Денис вышел в стартовом составе и был заменён на 70-й минуте Орестом Ткачуком. Первый гол забил в матче 2-го тура против луганской «Зари» (домашняя победа 2:1), выйдя на поле вместо Ткачука на 70-й минуте и отличившись на 84-й минуте. Дебют за основной состав прошёл 9 августа 2018 года в товарищеском матче против «Кремня» (домашняя победа 3:0), когда Денис вышел на поле во втором тайме. С конца июля по середину сентября 2018 года отметился 5 голами за молодёжный состав александрийцев, а 26 сентября 2018 года дебютировал в матче 1/8 финала Кубка Украины против одесского «Черноморца», сыграв весь матч (команда проиграла в гостях 0:3). 29 сентября попал в заявку на матч 10-го тура УПЛ против «Олимпика», но на поле не вышел. Дебют в УПЛ состоялся в игре 13-го тура против «Зари», когда Устименко заменил на 81-й минуте Дмитрия Шастала (выездная ничья 0:0).

## Карьера в сборной
В середине января 2015 года вызван в сборную Украины до 16 лет для участия в Кубке Эгейского моря, сыграв три матча (один в стартовом составе, два при выходе на замену). В 2019 году в составе сборной Украины до 20 лет принял участие в чемпионате мира в Польше и стал чемпионом мира.

## Достижения

### Командные
«Кривбасс»
- Бронзовый призёр чемпионата Украины: 2023/24

Сборная Украины
- Чемпион молодёжного чемпионата мира: 2019

### Награды
- Орден «За заслуги» III степени (2019)[11]